# Hans Baumgartner (Offizier)

Hans Baumgartner spricht vor dem „Russenkircherl“

Hans Baumgartner (* 7. Juli 1873 in Wien; † 29. November 1950 ebenda) war ein österreichischer Offizier. Er war Teilnehmer am Ersten Weltkrieg, der seine sechsjährige russische Kriegsgefangenschaft detailliert schilderte und sich nach seiner Heimkehr intensiv für die Rechte der Kriegsgefangenen in aller Welt einsetzte.

## Leben
Hans Baumgartner wurde als Sohn eines Kaufmanns geboren, wuchs jedoch überwiegend in Krems auf, wo er das Piaristengymnasium besuchte. Am 16. März 1897 wurde er als Einjährig-Freiwilliger auf 10 Jahre im stehenden Heer und weitere zwei Jahre in der Landwehr zum Infanterie-Regiment Frh. v. Waldstätten No. 81 assentiert.
1901 Hochzeit mit Antonie Waldstein; ein Jahr darauf wurde er Vater einer Tochter. Beruflich war er bei der Post tätig, und zwar ab 24. Februar 1891 zuerst als Postamtspraktikant, später als Postoffizial, Oberoffizial und nach seiner Rückkehr aus russischer Kriegsgefangenschaft als Post- und Telegrapheninspektor. Von November 1894 bis August 1897 war er der Post- und Telegraphendirektion Abbazia (heute: Opatija) zugeteilt.
Obgleich der Leutnant Hans Baumgartner wegen Ablauf seiner Landwehrdienstzeit bereits mit 20. September 1907 vom Landwehrdienst enthoben wurde, erfolgte am 1. Oktober 1914 die Einberufung zum k. k. Landsturmterritorialbataillon Nr. 18. In diesem Bataillon nahm er am 23. Oktober 1914 an den Kämpfen um Turze (bei Lemberg) teil. Am 1. November 1914 wurde er zum Oberleutnant ernannt.
Am 14. Februar 1915 erfolgte die Transferierung zum Landwehr-Infanterie-Regiment No. 1, mit welchem er den Rückzug an der Karpathenfront zu decken hatte. Der Befehl lautete, die Stellung bis zum Eintreffen des Rückzugsbefehls unbedingt zu halten. Das Regiment schrumpfte auf die Größe einer „schwachen Kompanie“ zusammen, deren Kommando Hans Baumgartner übernahm. Nach großen Verlusten wurden die Überlebenden am 3. April 1915 bei Zubracze von den Russen gefangen. Damit begann für Hans Baumgartner die sechsjährige Gefangenschaft, die ihn bis Wladiwostok bringen sollte und die er genau beschrieb. Während seiner Gefangenschaft wurde Hans Baumgartner am 8. Oktober 1915 zum Hauptmann befördert.
1921 kehrte Hans Baumgartner auf dem Seeweg nach Österreich zurück. Seine Erfahrungen führten zu intensiver Tätigkeit im Rahmen der 1924 gegründeten Bundesvereinigung ehemaliger österreichischer Kriegsgefangener (B.e.ö.K.), deren Zweiter Obmann er wurde. Als solcher nahm er als österreichischer Delegierter an von der Fédération Interaliée des Anciens Combattants (FIDAC) veranstalteten internationalen Kongressen in Luxemburg und in Bremen teil, in welchen er sich tatkräftig für die Rechte der Kriegsgefangenen in aller Welt einsetzte.
Am 5. November 1933 enthüllte der österreichische Bundespräsident Wilhelm Miklas vor dem „Russenkircherl“ in Wien an der Wagramer Straße 17A (hinter welchem heute das Vienna International Centre steht) ein Ehren- und Mahnmal für die Kriegsopfer. Hans Baumgartner hielt dazu die Festrede.
Hans Baumgartner starb am 29. November 1950 in Wien.

## Ehrungen
- 8. Oktober 1915 bronzene Militärverdienstmedaille am Bande des Militärverdienstkreuzes.
- 14. Dezember 1934: In Anerkennung seiner Tätigkeit für Kriegsgefangene in aller Welt verlieh Bundespräsident Wilhelm Miklas Hans Baumgartner das Österreichische Goldene Verdienstzeichen.

## Veröffentlichungen
Baumgartner hat zahlreiche Aufsätze veröffentlicht, die sich teils mit Erlebnissen während der Gefangenschaft, teils mit allgemeinen Gedanken befassen. Im Artikel „Friedensidee und Friedensbewegung“ befasst sich Baumgartner mit grundlegenden Gedanken, die ihn zu seiner Tätigkeit in der B.e.ö.K. veranlasst haben: Friede beruht auf achtender, gegenseitiger Gerechtigkeit und diese, nur diese, ist der Schlüssel, der einer besseren Zukunft die Tore erschließt.
Baumgartner hinterließ umfangreiche Aufzeichnungen – Tagebücher, Briefe, Manuskripte und andere Unterlagen – über die Zeit seiner Gefangenschaft und sein späteres Engagement für die Interessen der ehemaligen Gefangenen. Sein Enkel hat 1978 aus dem umfangreichen Nachlass des Autors ein 148-seitiges Typoskript mit chronologisch geordneten Erzählungen über seine Erlebnisse in russischer Gefangenschaft zusammengestellt. Dieses Kompendium liegt im Österreichischen Staatsarchiv / Kriegsarchiv sowohl in maschingeschriebener als auch in digital gespeicherter Form unter der Signatur Nachlaßsammlung B-268 zur Einsicht auf.
Veröffentlichungen von Hans Baumgartner in der Zeitschrift „Der Plenny“, Organ der Bundesvereinigung der ehemaligen österreichischen Kriegsgefangenen:
- Ein Massensterben (Anfang)  Jg. 1, 3. Folge Sept. 24, S. 6.
- Ein Massensterben (Schluss)  Jg. 1, 4. Folge Okt. 24, S. 3.
- Morgenstunde hat Gold im Munde  Jg. 1, 5. Folge Nov. 24, S. 7.
- Eine Kriegsgefangenen-Weihnacht  Jg. 2, 1. Folge Jan. 25, S. 2.
- Christos woskrese (Christus ist auferstanden)  Jg. 2, 4. Folge April 25, S. 2.
- Die akademische oder Juristenschusterei  Jg. 2, 4. Folge April 25, S. 5.
- Ein unvergesslicher Subotnik  Jg. 2, 5. Folge Mai 25, S. 3.
- Meine Freundin  Jg. 2, 7. Folge Juli 25, S. 7.
- Die Pioniere des Ostens  Jg. 2, 8. Folge Aug. 25, S. 2.
- Unsere Industrie  Jg. 2, 10. Folge Okt. 25, S. 1.
- Fröhliche Weihnacht  Jg. 2, 12. Folge Dez. 25, S. 2.
- Auf der Kaikyu-Maru (Anfang)  Jg. 3, 1. Folge Jan. 26, S. 4.
- Auf der Kaikyu-Maru (Schluss)  Jg. 3, 2./3. Folge März 26, S. 15.
- Unsere Presse  Jg. 3, 6. Folge Juni 26, S. 3.
- Die Mission oder der springende Punkt  Jg. 3, 6. Folge Juni 26, S. 7.
- Ein Weg zur Freiheit  Jg. 3, 11. Folge Nov. 26, S. 1.
- Die Litfaßsäule  Jg. 4, 2. Folge Feb. 27, S. 19.
- Die Bremer Tagung  Jg. 4, 9. Folge Sept. 27, S. 98.
- Luxemburg II  Jg. 4, 10. Folge Okt. 27, S. 113.
- Vor dem Bilde meiner Mutter (Gedicht)  Jg. 4, 11. Folge Nov. 27, S. 130.
- Freiheit, Vaterland  Jg. 5, 11. Folge Nov. 28, S. 127.
- Die Weihnachtsgabe  Jg. 5, 12. Folge Dez. 27, S. 144.
- Im Gefangenenquartier  Jg. 6, 1. Folge Jan. 29, S. 5.
- Die Friedensidee – Die Friedensbewegung  Jg. 6, 6./7. Folge Juni/Juli 29, S. 69.
- Kriegsgefangenengräber  Jg. 7, 3. Folge März 30
- Das erste Quartier in russischer Gefangenschaft  Jg. 7, 6./7. Folge Juni/Juli 30, S. 64.
- Zum Festtag der Liebe  Jg. 8, 1. Folge Jan. 31, S. 4.
- Tätigkeitsbericht 1930  Jg. 8, 5./6. Folge Mai/Juni 31, S. 51.